# 第10師管
第10師管（だいじゅうしかん）は、1873年から1888年と、1896年から1940年まであった日本陸軍の管区で、全国に12から18置かれた師管の一つである。1873年から1885年までは姫路を中心にした地域、それから1888年までは四国を範囲にした鎮台制の師管。1896年から1940年までのは姫路の第10師団が管轄した師団制の師管で、制度が異なる。1940年に姫路師管に改称した。

## 鎮台制の第10師管

### 近畿地方西部と中国地方東部、歩兵第10連隊 (1873 - 1885)
全国に師管が配置されたのは、各地に鎮台が置かれてから2年後の1873年（明治6年）1月、鎮台条例改定による。第10師管は、大阪鎮台が管轄する第4軍管の下に置かれた3つの師管の一つとして設けられた。大津を営所として、その地名から姫路師管とも呼ばれた。管内にはほかに、鳥取、岡山、豊岡（現在の兵庫県北部）にも営所を設けた。管区の境界は条例で示されなかった。
- 第4軍管（1873年1月 - 1885年5月）
  - 第8師管（大阪師管）
  - 第9師管（大津師管）
  - 第10師管（姫路師管）

### 四国地方、歩兵第10旅団 (1885 - 1888)
1885年（明治18年）5月の鎮台条例改定で、軍管・師管が全国的に変更された。師管の番号は振り直され、姫路には第8師管が置かれることになり、第10師管はそれまでの第12師管に相当する中国地方西部を占めるようになった。管区は阿波国・讃岐国・伊予国・土佐国で、四国地方にあたる。
第10師管の本営は松山で、分営を丸亀とした。松山に歩兵第10旅団本部と歩兵第22連隊、丸亀に歩兵第12連隊が配備された。属する軍管は、広島鎮台が管轄する第5軍管である
- 第5軍管（1885年5月 - 1888年4月13日）
  - 第9師管
  - 第10師管

### 第10師管の廃止
1888年、鎮台が廃止されて師団制が施行されることになり、明治21年勅令第32号（5月12日制定、14日公布）によって、陸軍管区表が定められた。これにより、陸軍の管区は軍管 - 師管の2階層から師管 - 旅管 -大隊区の3階層に変わった。地域区分では、従来の軍管が同じ番号の師管に引き継がれ、従来の師管は同じ番号の旅管に引き継がれた。こうして旧第10師管は新しい第10旅管に引き継がれたが、軍管は第7までしかなかったので、この改編で第10師管はなくなった。

## 師団制の第10師管

### 第10師団と第10師管
師団制の師管は同じ番号の師団のための徴兵と密接に結びついており、第10師団の兵士は第10師管に戸籍を持つ男子から徴集された。また、第10師管から徴兵された兵士は第10師団に入るのが原則であったが、これにはいくつか例外がある。まず、独自の師管を持たない近衛師団には、全国の師管から兵士が送られた。また、朝鮮、台湾の植民地に常駐する部隊にも内地の師管が兵卒が送られた。時には、人口が少ない師管にある師団にも融通された。一例として1921年（大正10年）に第10師管で徴集する兵卒の配分計画をあげると、第10師団に5112人、朝鮮の第20師団に1187人、岡山の第17師団の輜重兵隊と輜重輸卒に428人、近衛師団に56人を現役兵として配賦することになっていた。
師管はまた国内治安維持、外国の侵攻に対して出動する師団の担任地域でもある。しかし、第10師管は地理的に外国からの目標にされにくかった上に、日露戦争後は外国軍が日本に上陸攻撃を行う可能性はほとんどなくなっていた。

### 淡路島を除く兵庫県・京都府の丹後と丹波・大阪府の一部・福井県の若狭・鳥取県・岡山県の備前・美作 (1896 - 1907)
1896年の6個師団増設にともない、明治29年3月14日勅令第24号で、陸軍管区表が改定された。このとき増えた6つの師管の中に、第10師管があった。師管の区域は5県にまたがるが、全域が入ったのは鳥取県だけである。兵庫県のうち淡路島を除く本州部分、京都府の北部・中部にあたる丹後国・丹波国の諸郡、福井県では若狭国の3郡（三方郡・遠敷郡・大飯郡）、岡山県では西部の備中国に属する諸郡を除き、備前国と美作国にあたる地域、大阪府の北部3郡（西成郡・三島郡・豊能郡）である。兵庫県と大阪府にまたがる摂津国は、その面積の大部分が第10師管になったが、大阪市と東成郡が隣の第4師管に属した。
- 第10師管（1896年4月1日 - 1898年3月31日）
  - 福知山連隊区
  - 神戸連隊区
  - 姫路連隊区
  - 岡山連隊区

1898年の明治31年勅令第34号・第35号（3月5日制定・8日公布・4月1日施行）で、岡山連隊区が廃止になり、代わりに鳥取連隊区が置かれた。従来姫路・岡山間で東西に分割した境界は、鳥取・岡山間で南北に分けるよう変更になった。
- 第10師管（1898年4月1日 - 1903年2月13日）
  - 福知山連隊区
  - 神戸連隊区
  - 姫路連隊区
  - 鳥取連隊区

1903年に、師管と連隊区の間に旅管をおくことになり、明治36年勅令第13号（2月13日制定、14日公布）で、第10師管にも2つの旅管が設けられた。
- 第10師管（1903年2月14日 - 1924年5月6日）
  - 第8旅管
    - 姫路連隊区
    - 鳥取連隊区

  - 第20旅管
    - 福知山連隊区
    - 神戸連隊区

### 兵庫県の大部分・ 京都府の丹後・鳥取県の大部分・岡山県東部 (1907 - 1915)
1907年にさらに6個師団が増えることになると、その9月、明治40年軍令陸第3号による陸軍管区表改定で、師管の区割りが変更された。第10師管は、隣接3師管にそれぞれ一部を譲って縮小した。大阪の第4師管には、大阪府の3郡と兵庫県のうち東部4郡（氷上郡・多紀郡・有馬郡・川辺郡）を移した。京都の第16師管には、京都府のうち丹波地方と、滋賀県の若狭地方を移した。京都府のうち丹後地方は第10師管にとどめた。岡山県では、備前国のうち東の2郡（和気郡・邑久郡）と、美作国の全域を第10師管にとどめ、備前の残り大部分を岡山市を中心にした第17師管に移した。鳥取県は西の端にある西伯郡と日野郡を第17師管に移し、残り大部分を第10師管にとどめた。これにより、4府県にまたがりつつも、府県全部をおさめたところは一つもなくなった。連隊区の構成と所在地は以前と同じである。

### 兵庫県の大部分・ 京都府の北半分・鳥取県の因幡・岡山県東部・福井県の一部・香川県の小豆島 (1915 - 1920)
1915年の大正4年軍令陸第10号による陸軍管区表改定（9月13日制定、14日公布）で、鳥取県中部の久米郡を第17師管に譲った。これにより、第10師管は因幡国、第17師管は伯耆国と、鳥取県が東西半々に分れた。代わりに、兵庫県東部の氷上郡が第4師管から第10師管に移された。第16師管からは、京都府の丹波地方のうち、北桑田郡・南桑田郡・船井郡の3郡と、福井県の西端にある大飯郡が移された。四国の第11師管からは、小豆島の小豆郡が移された。連隊区の構成と所在地は同じである。

### 兵庫県の大部分・ 京都府の北半分・鳥取県の因幡・岡山県東部・福井県の一部 (1920 - 1925)
1920年に、大正9年軍令陸第10号（8月7日制定、10日施行）で陸軍管区表が改定され、香川県小豆郡が第11師管に戻った。
1924年に、大正13年軍令陸第5号（5月5日制定、7日公布）の陸軍管区表改定により、旅管が廃止された。旅管が除かれただけで、連隊区とその境界に変更はなかった。
- 第10師管（1924年5月7日 - 1925年4月30日）
  - 姫路連隊区
  - 鳥取連隊区
  - 福知山連隊区
  - 神戸連隊区

### 兵庫県の西半分・鳥取県・岡山県・島根県東部 (1925 - 1940)
1925年の宇垣軍縮で陸軍は4個師団を削減を決めた。これにあわせた大正14年軍令陸第2号（4月6日制定、8日公布、5月1日施行）による陸軍管区表改定があった。廃止された師管の中に、西隣の第17師管があったので、第10師管の管区は大きく西にずれることになった。失った地域から挙げていくと、まず、福井県の部分は第9師管に、京都府の部分はすべて第16師管に移り、これにともなって福知山連隊区は第16師管の下に入った。兵庫県では、さらに一部が東隣の第4師管に移ったため、第10師管は播磨国と但馬国にあたる地域だけを占めることになった。ここで移った面積は狭かったが、神戸市を含む人口密度が高い地域を含んでおり、神戸連隊区は第4師管の下に入った。かわりに、岡山県と鳥取県は全域が第10師管になり、島根県の東半分まで第10師管になった。連隊区では、第17師管の下にあった岡山連隊区と松江連隊区が、第10師管の下に入った。
- 第10師管（1925年5月1日 - 1940年7月31日）
  - 姫路連隊区
  - 鳥取連隊区
  - 岡山連隊区
  - 松江連隊区

## 改称と廃止
第二次世界大戦がはじまった次の年の1940年、昭和15年軍令陸第20号（7月24日制定、26日公布、8月1日施行）で、陸軍管区表が改定された。全国の師管は軍管区の下に入って地名を名前に冠することになり、第10師管は姫路師管と改称した。
姫路師管はこの後、1942年4月に兵庫・岡山・鳥取の3県にまとめ直され、1945年（昭和20年）4月1日に廃止された。